# Thorictus capensis
Thorictus capensis là một loài bọ cánh cứng trong họ Dermestidae. Loài này được Péringuey miêu tả khoa học năm 1886.